# Johaar Mosaval
Johaar Mosaval, né le 8 janvier 1928 au Cap et mort le 16 août 2023 dans la même ville, est un danseur de ballet sud-africain, connu pour son rôle de danseur principal du Royal Ballet d'Angleterre. Il est parmi les premières « personnes de couleur » à jouer des rôles majeurs avec une compagnie de ballet de renommée internationale dans les années 1960,.  

## Biographie

### Jeunesse et formation
Johaar Mosaval naît au Cap en Afrique du Sud. Il est l'aîné de dix enfants. Sa famille vit dans le District Six, une communauté en grande partie de couleur composée de descendants d'anciens esclaves, d'artisans et de marchands, ainsi que de nombreux Malais du Cap, descendants d'Asiatiques du Sud-Est amenés en Afrique du Sud par la Compagnie néerlandaise des Indes orientales pendant son administration de la colonie du Cap. Comme la grande majorité des Malais du Cap, la famille de Mosaval est musulmane. 
Dans sa jeunesse, il est remarqué par Dulcie Howes, doyenne de la danse théâtrale sud-africaine, alors qu'il fait de la gymnastique. Elle l'invite à assister aux cours de l'école de ballet de l'Université du Cap. Malgré la désapprobation de ses parents musulmans et de la communauté blanche (européenne), Johaar Mosaval accepte son invitation et commence sa formation de danse à l'école de ballet en 1947. Il explique plus tard : « C'était le summum de l'apartheid et il n'y avait aucune chance pour moi. Elle a brisé la barrière raciale en m'emmenant à des cours de ballet. [...] Je devais me tenir au fond de la classe. Les garçons blancs de la classe me lançaient des regards obliques s'il m'arrivait de faire un grand jeté devant moi. »,. Dans les classes de Jasmine Honoré, Johaar Mosaval progresse rapidement, car son physique fort et flexible et sa détermination de fer à réussir renforcent sa facilité naturelle pour la technique du ballet classique.
L'apartheid empêche Johaar Mosaval de poursuivre une carrière de danseur dans son pays d'origine, mais en 1950, il est remarqué par les célébrités du ballet Alicia Markova et Anton Dolin, après avoir été introduit clandestinement au théâtre Alhambra du Cap pour une audition. Ils s'arrangent pour qu'il reçoive une bourse pour fréquenter la Sadler's Wells Ballet School à Londres. Le voyage à Londres est payé grâce à l'argent recueilli auprès d'amis et une collecte de fonds par la « Muslim Progressive Society » locale. Ses parents ne payent pas un centime pour son éducation en danse, à la fois parce qu'ils sont trop pauvres, et parce qu'ils n'ont jamais approuvé le choix de leur fils. « J'ai rencontré de nombreux obstacles en termes de religion ; ma famille était contre moi », déclare ainsi Mosaval au Cape Times en 2018. « En tant qu'aîné de 10 enfants et étant un danseur masculin, mes décisions étaient mal vues parce qu'elles étaient inconnues. ».

### Carrière de danseur
Johaar Mosaval est recruté par le Sadler's Wells Theatre Ballet en 1951.
En 1956, Johaar Mosaval est promu soliste dans la compagnie, bientôt rebaptisée Royal Ballet. Il devient danseur principal en 1960 et principal en 1965. Mosaval fait de nombreuses tournées avec le Royal Ballet, dansant en Europe continentale, en Australie, en Nouvelle-Zélande, au Moyen-Orient, en Extrême-Orient, au Canada et aux États-Unis en tant que partenaire de ballerines célèbres telles que Margot Fonteyn, Svetlana Beriosova, Elaine Fifield, Lynn Seymour, Merle Park, Doreen Wells et sa compatriote sud-africaine Nadia Nerina dans des ballets chorégraphiés par Frederick Ashton, Kenneth MacMillan, Ninette de Valois, et deux Sud-Africains, David Poole et John Cranko.
Remarqué pour ses performances en tant que Jasper the Pot Boy dans Pineapple Poll et en tant que Bootface dans The Lady and the Fool, tous deux chorégraphiés par Cranko, Johaar Mosaval est également acclamé en tant que Blue Boy dans Les Patineurs et en tant que Puck dans The Dream, tous deux chorégraphiés par Ashton, ainsi que l'Oiseau bleu dans La Belle au bois dormant. Il développe une réputation mondiale en tant que brillant danseur de caractère avec une technique irréprochable. Un critique écossais écrit à propos de sa performance en tant que Puck en 1967 : « Puck semble fait sur mesure pour Johaar Mosaval. Son apparente capacité à s'arrêter au milieu d'une scène prodigieuse fait penser à une affirmation similaire faite pour Nijinsky. ».

### Fin de carrière
Après vingt-cinq ans avec le Royal Ballet, Johaar Mosaval prend sa retraite et retourne au Cap, s'y installant définitivement en 1976. Il fait une apparition avec le CAPAB Ballet dans le rôle-titre de Petrouckha de Michel Fokine, devenant ainsi le premier danseur noir à se produire sur la scène de l'Opéra Nico Malan. Il a également été le premier Sud-Africain noir à apparaître à la télévision locale. Il ouvre sa propre école de ballet en 1977 et est employé comme premier inspecteur noir des écoles de ballet sous l'« administration des affaires de couleur ». Lorsqu'il découvre qu'il ne peut partager son expertise qu'avec une partie de la population, il démissionne de ce poste. Par la suite, son école est fermée par les autorités en raison des lois sur l'apartheid lorsque le pouvoir découvre qu'elle est multiraciale. Suivant les principes de son mentor, Dulcie Howes, Johaar Mosaval veut partager ses connaissances et son amour du ballet avec des étudiants de toutes origines, alors il continue à trouver des moyens de danser et d'enseigner.

## Honneurs et récompenses
En 1975, Johaar Mosaval est le premier danseur à obtenir un diplôme d'enseignement de danseur professionnel au Royal Opera House de Covent Garden. Ensuite, la réception d'un prix Winston Churchill lui permet de se rendre à New York pour étudier la danse moderne à la Martha Graham School et la danse jazz à la Ailey School. En 1977, Johaar Mosaval reçoit une médaille du jubilé d'argent de la reine Élisabeth II pour ses services dans les ballets au Royaume-Uni. D'autres récompenses lui sont décernées en reconnaissance de ses contributions aux arts et à la culture sud-africains. Pour sa contribution aux arts de la scène, il reçoit le Western Cape Arts, Culture, and Heritage Award en 1999. Pour sa conduite exemplaire, il reçoit un certificat de mention élogieuse du Premier ministre en 2003 ; et pour l'ensemble de ses réalisations, il reçoit la médaille d'or Molteno de la Cape Tercentenary Foundation en 2005. Pour sa contribution aux arts de la scène et pour avoir élevé les jeunes danseurs grâce à son enseignement, la ville du Cap décerne à Johaar Mosaval ses honneurs civiques. Il a fallu près de trois décennies d'exil et de triomphe artistique personnel dans des pays lointains avant qu'il ne soit autorisé à danser dans son propre pays pour son propre peuple.
L'Arts and Culture Trust lui décerne un prix pour l'ensemble de sa carrière de danseur en 2016 et il reçoit l'Ordre de l'Ikhamanga, échelon or, en 2019.